# Anthohebella brevitheca
Anthohebella brevitheca is een hydroïdpoliep uit de familie Hebellidae. De poliep komt uit het geslacht Anthohebella. Anthohebella brevitheca werd in 1938 voor het eerst wetenschappelijk beschreven door Leloup. 